# 威洛斯 (加利福尼亚州)
威洛斯（英語：Willows），是美国加利福尼亚州格伦县的縣城。建市于1886年1月16日，面积大约为2.85平方英里（7.4平方公里）。根据2010年美国人口普查，该市有人口6,166人。